# Mettet
Pour la commune française homophone, voir Meythet.
Mettet [mɛtɛ] est une commune francophone de Belgique située en Région wallonne dans la province de Namur. Le village a donné son nom à l'entité de Mettet qui réunit différentes localités.

## Géographie

### Situation
L'entité de Mettet se situe dans le Condroz occidental, entre la Marlagne au Nord et la Fagne au Sud. On y rencontre deux ruisseaux d'une certaine importance : A l'ouest le ruisseau la Biesme affluent de la Sambre et à l'est le Burnot affluent de la Meuse. Les habitants de Mettet sont appelès « djobins », en références à Saint-Job, saint patron du village de Mettet.

### Sections
| # | Nom               | Superficie (km²) | Habitants (2020) | Habitants par km² | Code INS |
| - | ----------------- | ---------------- | ---------------- | ----------------- | -------- |
| 1 | Mettet            | 27,09            | 4.643            | 171               | 92087A   |
| 2 | Saint-Gérard      | 26,70            | 2.653            | 99                | 92087B   |
| 3 | Graux             | 6,19             | 186              | 30                | 92087C   |
| 4 | Furnaux           | 4,96             | 478              | 96                | 92087D   |
| 5 | Ermeton-sur-Biert | 8,48             | 654              | 77                | 92087E   |
| 6 | Biesmerée         | 7,65             | 616              | 81                | 92087F   |
| 7 | Stave             | 11,55            | 822              | 71                | 92087G   |
| 8 | Oret              | 2,98             | 516              | 173               | 92087H   |
| 9 | Biesme            | 21,35            | 2.585            | 121               | 92087J   |

### Communes limitrophes
| Aiseau-Presles      | Fosses-la-Ville |                     |
| Gerpinnes Florennes | Mettet          | Profondeville Anhée |
|                     | Florennes       | Onhaye              |

### Morphologie urbaine

#### Hameaux et lieux-dits
- Pontaury.
- Scry.
- Hardimont.
- Somtet.
- Devant-les-Bois.
- Pré l'Evêque.
- Méchamp.
- Al Bonnette.
- Aux Cloquettes.
- Sur les Houppes.
- Grand Cri.
- Terre à la Chaux.
- Chansaut.
- Rabooz.
- Herdal.
- Le Vieux Saint-Donat.
- Le Fays.
- Buisson d'Épine.
- Campagne du Chaux Buisson.

### Hydrographie
- Ruisseau de Mettet.
- Ruisseau des Marbins.
- Ruisseau de Nefzée.
- Ruisseau de Gazelle.
- Ruisseau de Belle Eau.
- Ruisseau du Fond de Maison.

## Population

### Démographie: Avant la fusion des communes
- Source: DGS recensements population

### Démographie: Commune fusionnée
En tenant compte des anciennes communes entraînées dans la fusion de communes de 1977, on peut dresser l'évolution suivante:
Les chiffres des années 1831 à 1970 tiennent compte des chiffres des anciennes communes fusionnées.
- Source: DGS , de 1831 à 1981=recensements population; à partir de 1990 = nombre d'habitants chaque 1 janvier[2]

## Histoire
Des découvertes archéologiques datant de la préhistoire ont été faites sur son territoire. La villa de Bauselenne est un vestige belgo-romain.
En 987, Otton III donne à l’abbaye de Brogne l’église et les dîmes de la paroisse. Paroisse depuis cette époque, Mettet dépend du concile ou doyenné de Florennes, au diocèse de Liège mais en 1561, elle est attribuée au diocèse de Namur.
Au Moyen Âge, Mettet, Scry et Thozée relèvent de la principauté de Liège; Gazelle et Hardimont, de la franchise de Biesme et donc du comté de Namur.
On signale deux usines métallurgiques au XVIe siècle. En 1896, on compte six carrières dans la commune : deux de marbre, deux de terre plastique, une de pierre et une de sable. Il y a également une scierie de marbre. En 1937, carrières et scieries (trois entreprises) occupent encore 92 personnes.
En 1829, la population est de 1 927 habitants, répartis dans 120 maisons soit : 479 à Mettet, 199 à Somtet & Estroy, 53 à Corroy, 396 à Scry, 384 à Pontaury, 319 à Devant-les-Bois, 13 à Gazelle & Fontarcienne et 86 à Cocriamont & Chapelle-aux-Rats.
Durant cette année, on a compté 46 naissances, 10 mariages et 35 décès.
Les bois couvrent alors un quart de la superficie. On y élève des chevaux pour l’artillerie, des bovins, des porcs et des moutons.
On y pratique l'agriculture et l'extraction du minerai de fer. On y dénombre 100 métiers à tisser la toile (chanvre et lin), 3 moulins à farine mus par l'eau ainsi qu'un pressoir à huile activé par un manège.

## Héraldique
|  | La ville possède des armoiries. La date d'octroi n'a pas été trouvée. Les deux crosses font référence au Diocèse de Liège et à l'Abbaye Saint-Gérard de Brogne qui possédaient de nombreuses terres dans la municipalité. La merlette provient des armoiries de l'Abbaye d'Aulne laquelle a également joué un rôle important dans la région. Blasonnement : De sinople à deux crosses, la hampe écourtée, posées en barre et affrontées, la première renversée, accompagnées au premier canton d'une merlette, le tout d'argent. Source du blasonnement : Heraldy of the World. |

## Politique et administration

### Conseil et collège communal 2024-2030
| Collège communal  |                    |                                                  |
| ----------------- | ------------------ | ------------------------------------------------ |
| Bourgmestre       | Yves Delforge      | Les Engagés - Interêts Communaux Actions Projets |
| 1er Échevin       | Aurélien Laffineur | Les Engagés - Interêts Communaux Actions Projets |
| 2e Échevine       | Françoise Léglise  | Les Engagés - Interêts Communaux Actions Projets |
| 3e Échevin        | Jean-Benoît Ruth   | Les Engagés - Interêts Communaux Actions Projets |
| 4e Échevin        | William Maniquet   | Interêts Communaux Actions Projets               |
| 5e Échevine       | Céline Cobut       | Interêts Communaux Actions Projets               |
| Président du CPAS | Fabien Dethier     | Les Engagés - Interêts Communaux Actions Projets |

### Liste des bourgmestres de 1830 à aujourd'hui
| Identité                                  | Période | Période | Durée | Étiquette   |
| Identité                                  | Début   | Fin     | Durée | Étiquette   |
| ----------------------------------------- | ------- | ------- | ----- | ----------- |
| Yves Delforge (d) (né le 12 janvier 1949) | 2013    |         |       | Les Engagés |

### Jumelages

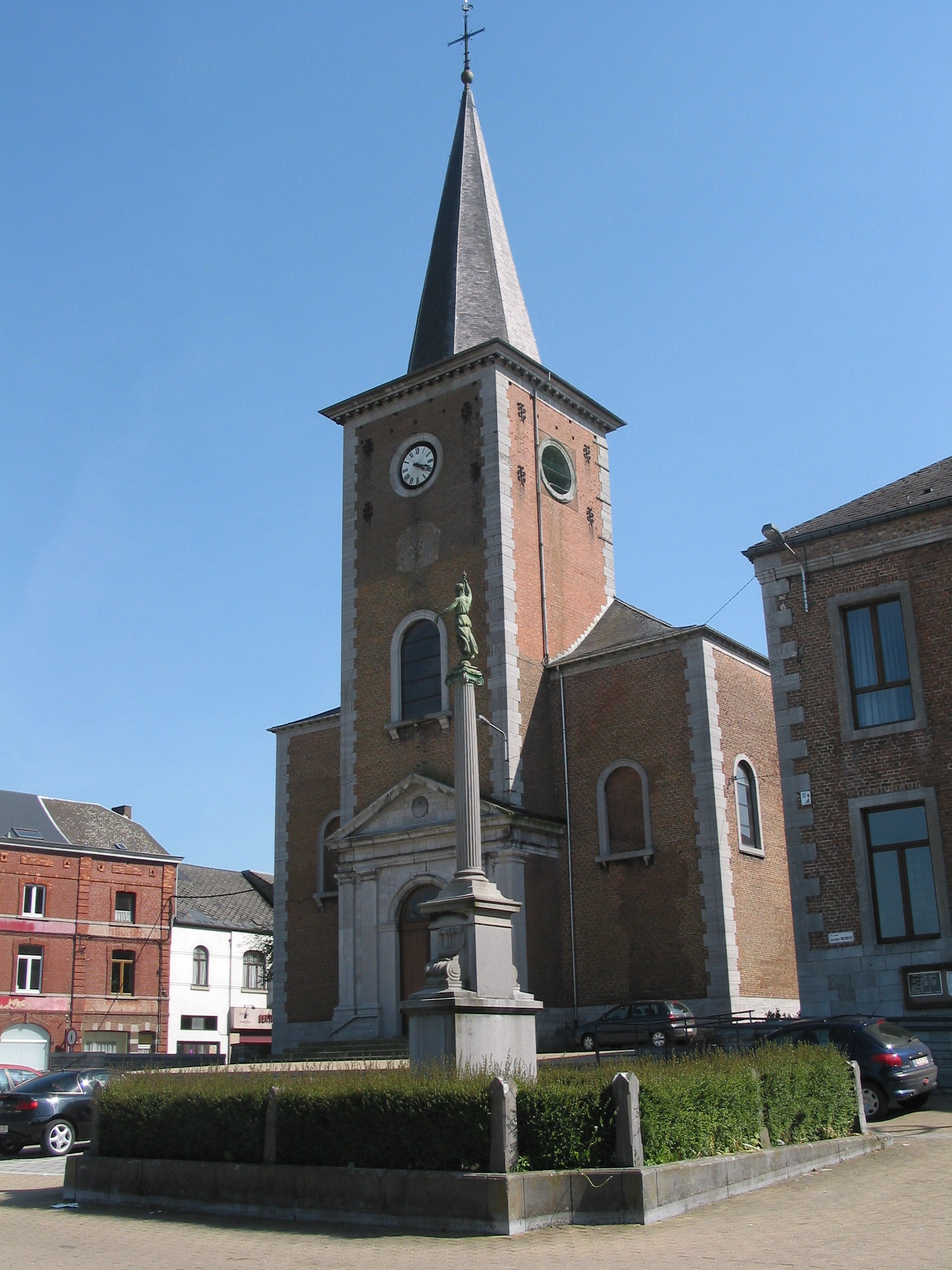
L'église Saint-Jean-Baptiste.

| Ville | Ville   | Pays | Pays    | Période                   |
| ----- | ------- | ---- | ------- | ------------------------- |
|       | Denain, |      | France  | depuis 2011               |
|       | Fonyód, |      | Hongrie | depuis le 21 juillet 2012 |

## Patrimoine et culture

### Patrimoine architectural
- L'église Saint-Jean-Baptiste. Construite en 1843 en style néo-classique[10]’[11].
- Chapelle Notre-Dame de Bonne-Espérance, dédiée en 1719[12].
- Chapelle Saint-Roch, petit sanctuaire du XVIe siècle, de style gothique La façade est surmontée d'un clocheton et le chevet est à trois pans. Le portail refait avec des matériaux de remploi est daté de 1866[13]’[14].
- La fontaine Saint-Job, daté de 1871, lieu de pèlerinage annuel fontaine avec son muret et sa statue de Saint-Job[15].
- Ancienne caserne de gendarmerie, rue Prumont, construite en 1601 et 1700[16].
- Château de Thozée, construit en 1801 et 1900, ancienne propriété de la belle-famille de Félicien Rops, le château appartient aujourd'hui à la Fondation Félicien Rops[17].
- Château Menin, actuellement maison communale, construit en 1601 et 1810[18].
- Presbytère, bâti en 1701 et 1800[19].
- L'église Saint-Joseph de Devant-les-Bois. Construite par les plans de l'abbé Laurent en 1851 en style néo-gothique[20].
- L'église Saint-Antoine de Pontaury. Construite en 1894 par l'architecte Van Ghelew en style néo-gothique[21].

## Sports et vie associative

### Sports

#### Circuit
On y trouve un circuit auto-moto dont l'histoire remonte aux années 1920,, nommé en l'honneur de Jules Tacheny, champion motocycliste né à Mettet en 1907 et pilote d'usine de FN Herstal. Des courses faisant partie des différents championnats y sont organisées.

## Galerie

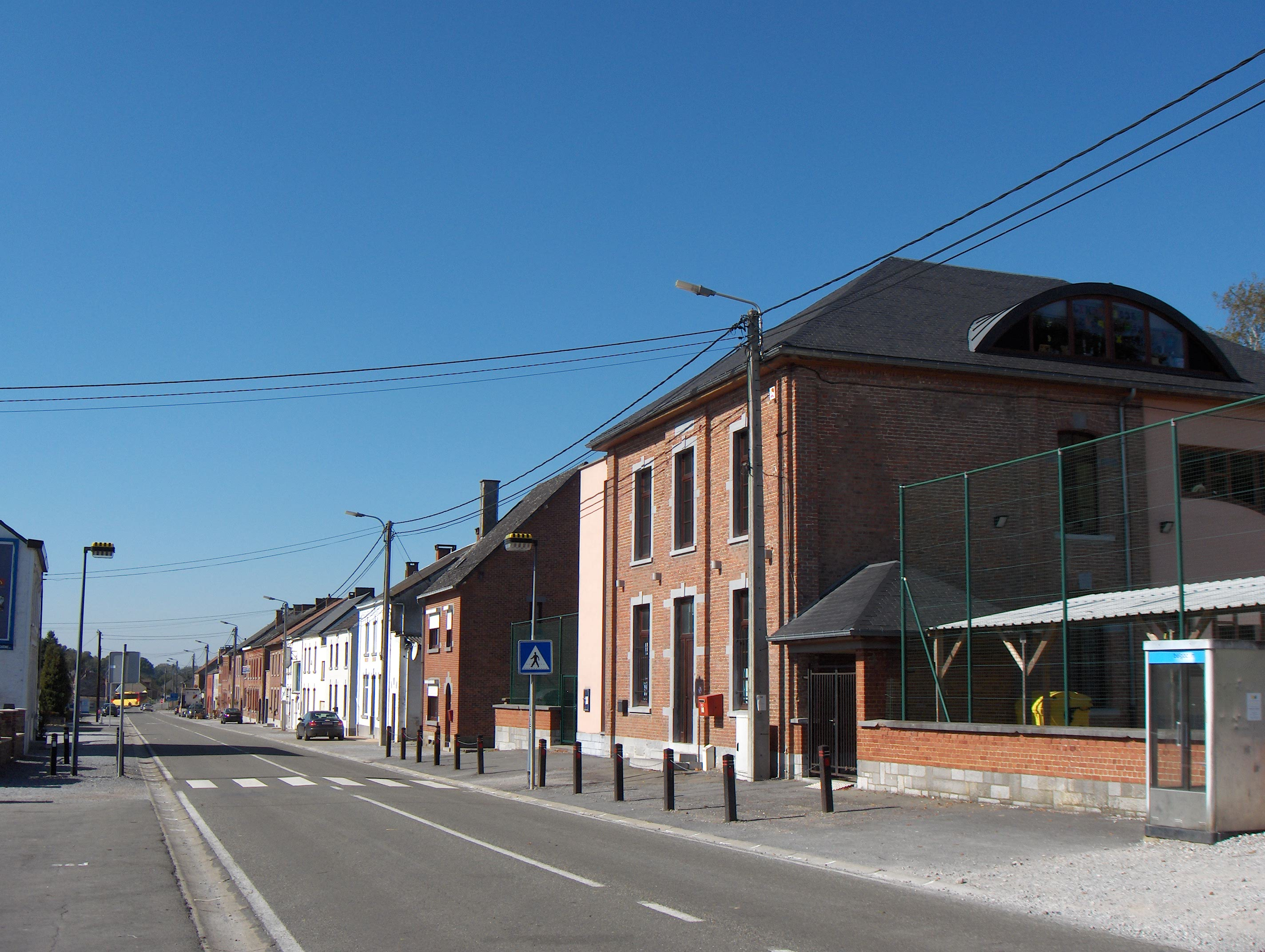
Rue de Pontaury.
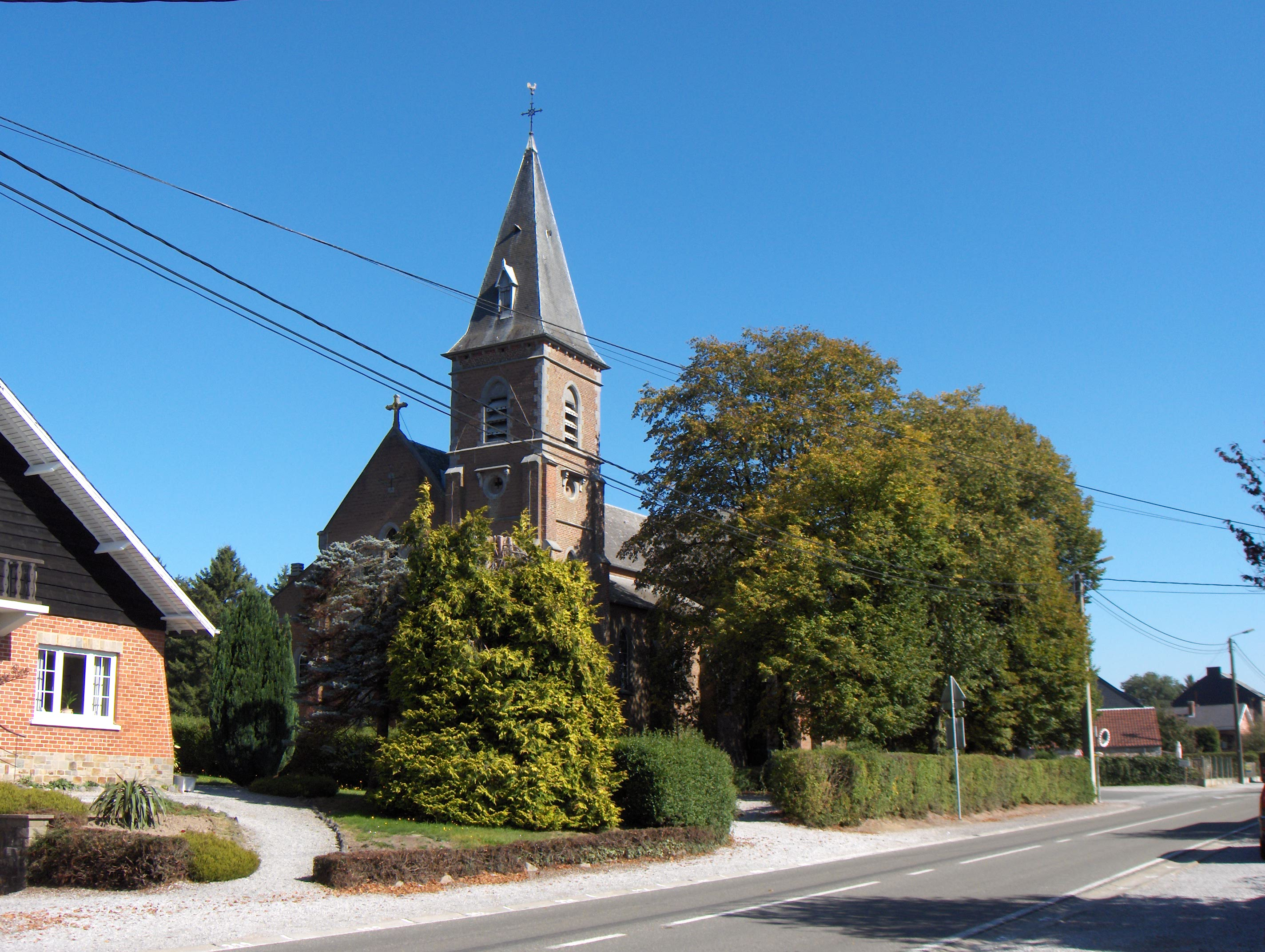
L'église de Pontaury.
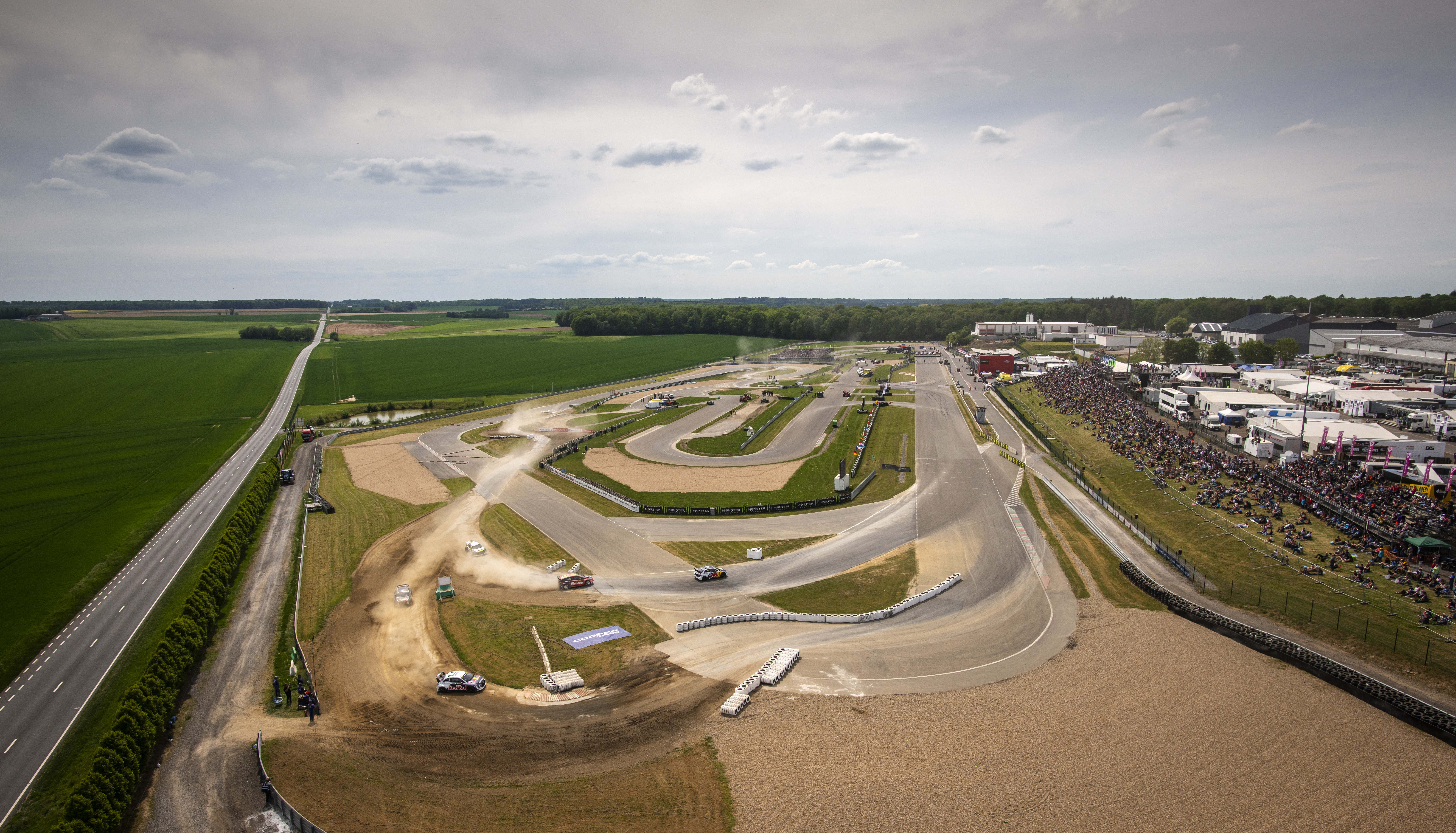
Circuit Jules Tacheny.
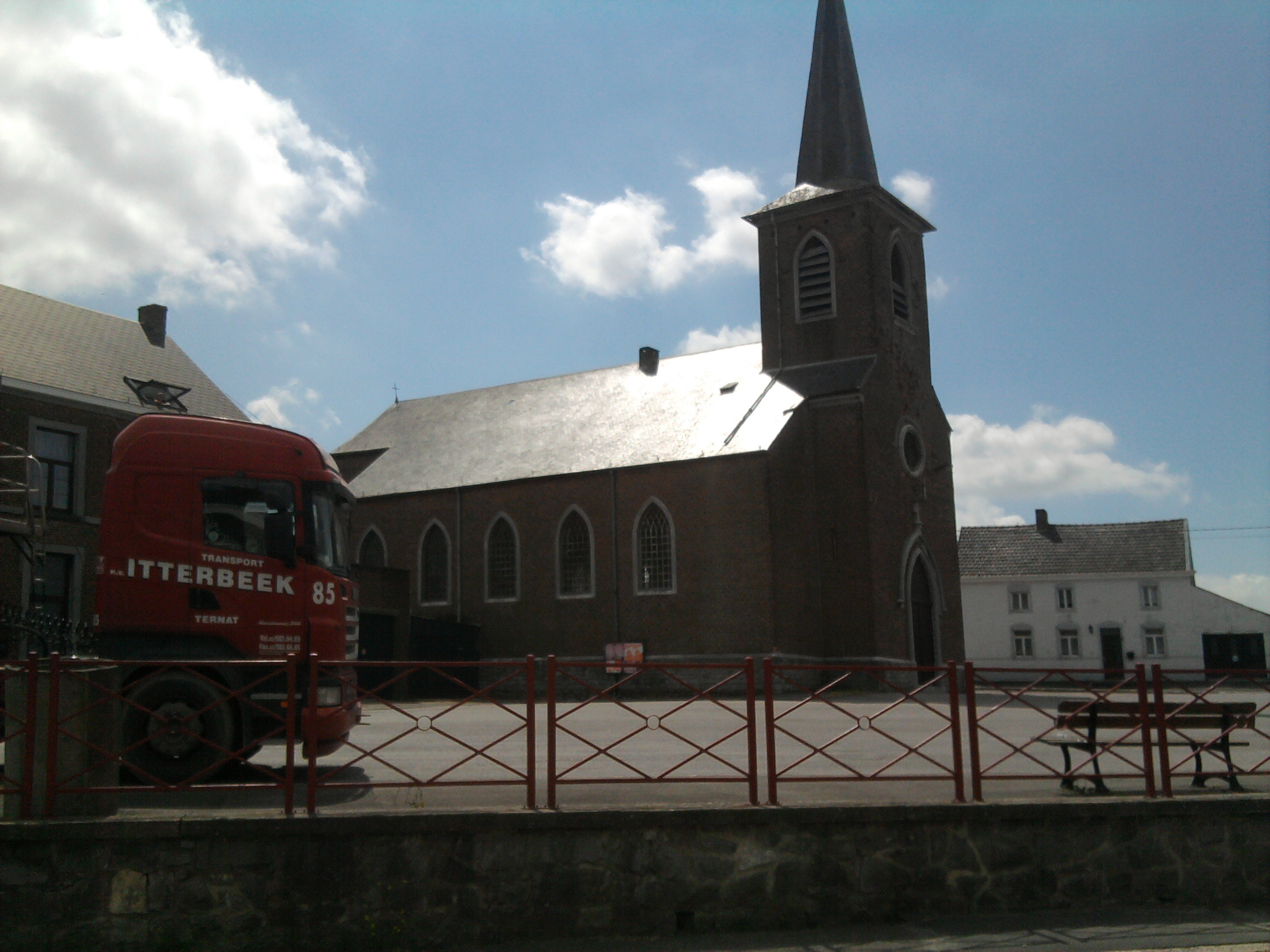
L'église de Devant-les-Bois.

## Personnalités

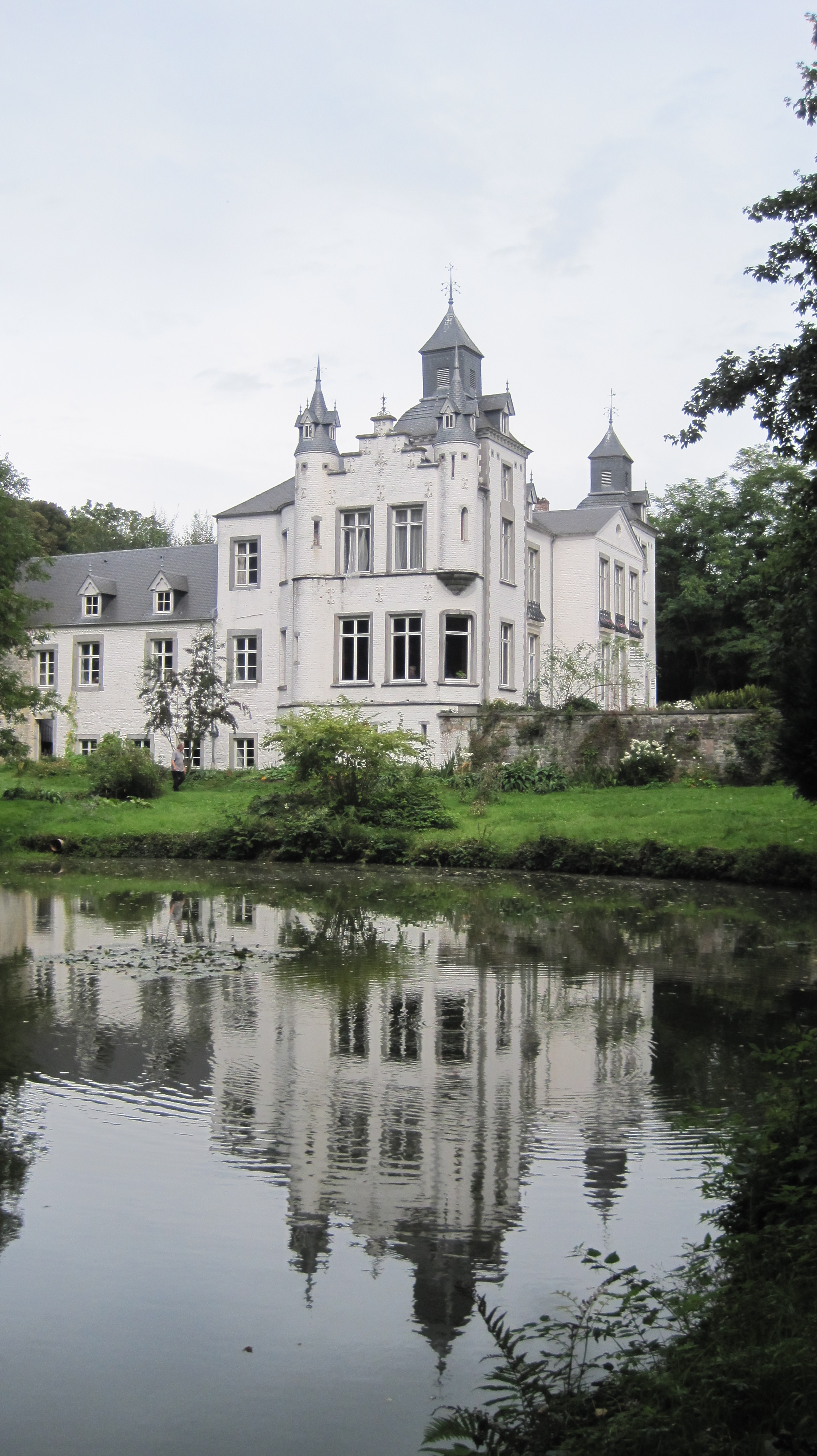
Le château de Thozée en 2011.

- Félicien Rops, peintre qui épouse en 1857 Charlotte Polet qui hérite du château de Thozée à Mettet, où il travaille dans son atelier de graveur et où il reçoit de nombreux amis avant de s'installer définitivement à Paris. Son corps repose au cimetière de Mettet-Centre.

La commune de Mettet lui a élevé un monument, inauguré devant la maison communale le 12 mai 1988 en présence du sculpteur Charles Delporte, d'Émile Wauthy, gouverneur de la province de Namur, et de Mlle Rops, petite-fille de l'artiste.